# لمین کونه
لمین-گی کونه (فرانسوی: Lamine-Gueye Koné‎؛ زادهٔ ۱ فوریهٔ ۱۹۸۹) بازیکن فوتبال اهل ساحل عاج است.
از باشگاه‌هایی که در آن بازی کرده‌است می‌توان به لوریان، ساندرلند و استراسبورگ اشاره کرد.
وی همچنین در تیم ملی فوتبال ساحل عاج بازی کرده‌است.